# Neusengkofen
Neusengkofen ist ein Gemeindeteil der Gemeinde Mintraching im oberpfälzischen Landkreis Regensburg.
Die Einöde liegt gut einen Kilometer südlich von Sengkofen auf der Gemarkung Sengkofen.

## Geschichte
Zum 1. Mai 1978 wurde die Gemeinde Sengkofen in die Gemeinde Mintraching eingemeindet. Zu diesem Zeitpunkt war Neusengkofen noch kein amtlich benannter Gemeindeteil. Die erste Nennung in einem Amtlichen Ortsverzeichnisse für Bayern erfolgte in der Ausgabe von 1991. Bei der Volkszählung am 25. Mai 1987 gab es in Neusengkofen ein Wohngebäude mit einer Wohnung und sieben Einwohnern.
Erstmals in einer amtlichen Karte benannt erscheint Neusengkofen im Jahr 1948.